# Lophophora thaumasalis
Lophophora thaumasalis är en fjärilsart som beskrevs av Walker 1858. Lophophora thaumasalis ingår i släktet Lophophora och familjen nattflyn. Inga underarter finns listade i Catalogue of Life.